# 小行星2484
小行星2484（2484 Parenago）是一颗围绕太阳公转的小行星。1928年10月7日，格利果利·N·諾伊明在克里米亚发现了此天体。
該小行星以俄羅斯天文學家帕維爾·帕列納戈命名。
这颗小行星的绝对星等为147.4860306302481等。